# El Reusense (1870)
|  | Per a altres significats, vegeu «El Reusense (1882)». |

El Reusense: periódico liberal democrático va ser un setmanari que va sortir a Reus durant els mesos d'agost a octubre de l'any 1870.

## Història
Fundat per Marià Pons i Espinós, al seu primer número explicava que volien defensar la ciutat de Reus i lluitar contra la seva decadència. Es proclamaven seguidors de la Revolució de Setembre i deien que lluitarien per consolidar-ne els seus principis, pels quals "desde el año doce viene luchando nuestra patria". Publicava seccions fixes: "Crónica local", on feia referència a la política local i a esdeveniments econòmics, culturals i recreatius, "Crónica de la guerra", on seguia els esdeveniments de la Guerra francoprussiana, "Sección recreativa" amb endevinalles i xarades, "Revista teatral" on a més d'anunciar les obres de teatre, en feia una crítica, i altres seccions no fixes, on de vegades reproduïa articles d'altres periòdics, com el Diario de Barcelona, la Gaceta de Madrid i La Voz de la Alcárria.
Hi col·laboraven, a més de Marià Pons, Josep Martí Folguera en les seccions culturals i Joan Sol i Ortega en les anàlisis polítiques. Marià Pons era amic personal del general Prim i estava afiliat a la Unió Liberal. Encara que va participar activament a la Junta Revolucionària de Reus, era enemic declarat dels republicans federals, amb els quals va tenir dures polèmiques a través de El Reusense. Polemitzava també amb el Diario de Reus, i atacava a l'alcalde del moment Plàcid Bassedes.
El 2 d'octubre de 1870, al número 9 anunciava la seva conversió en diari per a poder tractar amb més extensió dels interessos comercials i industrials de la ciutat i de "todo cuanto tienda a la prosperidad de Reus y demás pueblos de la provincia". Però al número 13 (30-X-1870) explicaven que no havien trobat ni col·laboradors ni mitjans econòmics per a poder sortir diàriament i donaven per acabada la publicació.

## Aspectes tècnics
Sortia un cop per setmana. Tenia la redacció, l'administració i la impremta a la plaça del Quarter núm. 51. La impremta era la de Joan Muñoa, que simpatitzava amb la Unió Liberal. El preu de la subscripció era de dos rals al mes i 8 rals per trimestre pels de fora de Reus. La capçalera era tipogràfica, amb quatre pàgines a tres columnes

## Localització
- Una col·lecció quasi completa a la Biblioteca Central Xavier Amorós de Reus.[3]